# Zingiber officinale
Lo zenzero (Zingiber officinale Roscoe, 1807; pronuncia /*ˈʣenʣero/ o /*ˈʣɛnʣero/) è una pianta erbacea delle Zingiberaceae originaria dell'Estremo Oriente.
Anticamente era detto anche gengiovo.
Coltivato in tutta la fascia tropicale e subtropicale, è provvisto di rizoma carnoso e densamente ramificato dal quale si dipartono sia lunghi fusti sterili e cavi, formati da foglie lanceolate inguainanti, sia corti scapi fertili, portanti fiori giallo-verdastri con macchie porporine. Il frutto è una capsula divisa da setti in tre logge.

## Descrizione

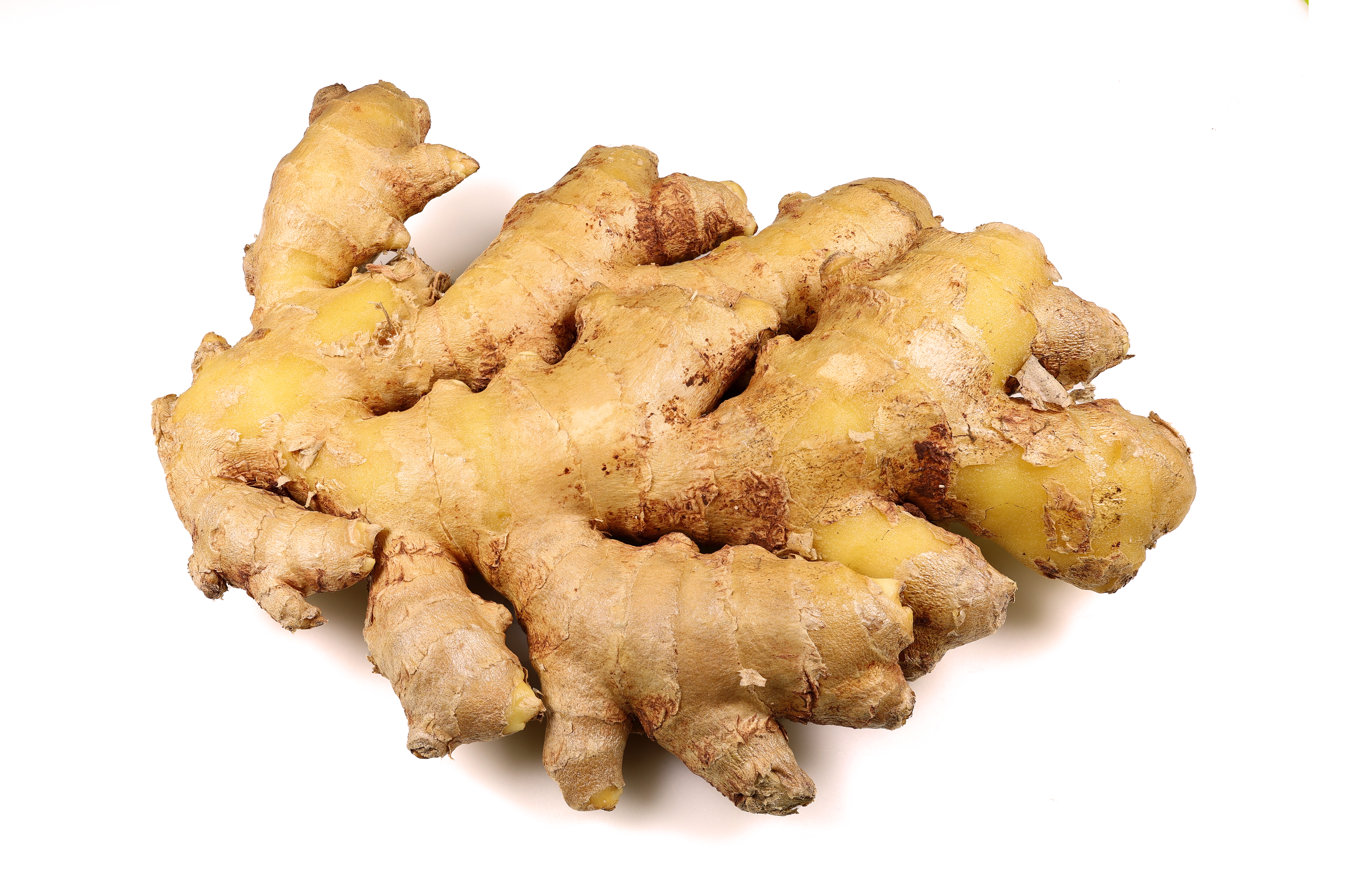
Radice di zenzero

Lo zenzero è una pianta erbacea perenne che raggiunge un'altezza da 50 a oltre 150 cm. Il fusto è spesso e le foglie sono lunghe. Come organo di immagazzinamento, si forma un rizoma ramificato che cresce orizzontalmente nel terreno e che all'interno è di colore giallastro e molto aromatico. Le radici si creano lungo il rizoma come radici avventizie. Le foglie, disposte più o meno su due file, sono sessili. Le lame fogliari semplici, con venature parallele, sono lunghe da 15 a 30 centimetri e larghe da 2 a 2,5 centimetri.

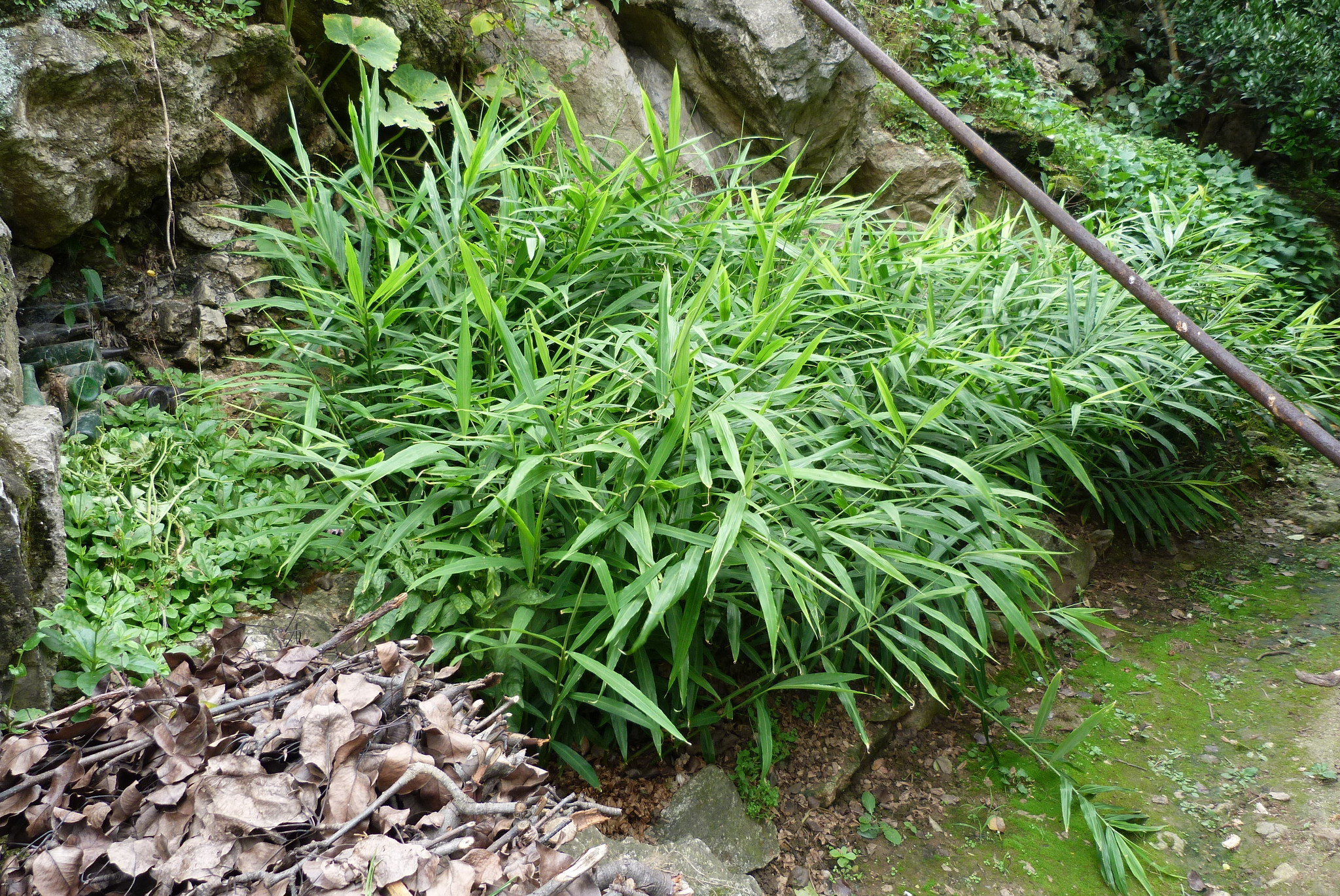
Pianta di zenzero

L'infiorescenza si forma direttamente dal rizoma, tramite un fusto lungo fino a 25 centimetri. Le brattee di colore verde chiaro, presentano numerosi fiori e talvolta un bordo giallastro.
I fiori ermafroditi sono zigomorfi e tripartiti. Da questi si formano i frutti che sono delle capsule. I semi neri sono ricoperti da un tegumento bianco.

## Distribuzione e habitat
Lo zenzero è originario del Sud-est asiatico. È un vero cultigene e non esiste allo stato selvatico. La testimonianza più antica della sua domesticazione si ha tra i popoli austronesiani, dove figura tra le diverse specie di zenzero coltivate e sfruttate fin dall'antichità. Essi coltivavano altre piante simili, tra cui la curcuma (Curcuma longa), la curcuma bianca (Curcuma zedoaria) e lo zenzero amaro (Zingiber zerumbet). I rizomi e le foglie venivano utilizzati per aromatizzare i cibi o consumati direttamente. Le foglie venivano utilizzate anche per tessere stuoie. Oltre a questi usi, lo zenzero aveva un significato religioso tra gli austronesiani, venendo utilizzato nei rituali di guarigione e per chiedere protezione dagli spiriti. Veniva utilizzato anche nella benedizione delle navi austronesiane.
Lo zenzero fu trasportato dai popoli austronesiani nei loro viaggi durante l'espansione austronesiana, a partire da circa 5.000 anni fa. Fu introdotto nelle isole del Pacifico nella preistoria, molto prima di qualsiasi contatto con altre civiltà. Presumibilmente lo introdussero anche in India insieme ad altre piante alimentari del Sud-est asiatico e alle tecnologie di navigazione austronesiane, durante i primi contatti dei marinai austronesiani con i popoli di lingua dravidica dello Sri Lanka e dell'India meridionale intorno ai 3.500 anni fa. Lo zenzero fu portato anche dai viaggiatori austronesiani in Madagascar e nelle Comore nel I millennio d.C.
Dall'India, i commercianti lo introdussero in Medio Oriente e nel Mediterraneo intorno al I secolo d.C. Veniva coltivato principalmente nell'India meridionale e nelle Isole della Sonda e trasportato sulla via delle spezie, insieme al pepe, ai chiodi di garofano e a numerose altre spezie.

## Componenti e usi alimentari
Il rizoma contiene i principi attivi della pianta: olio essenziale (composto in prevalenza da zingiberene), gingeroli e shogaoli (principali responsabili del sapore pungente), resine e mucillagini, e presenta in modo più pronunciato il sapore e l'aroma tipico che lo vedono ampiamente utilizzato come spezia, specie in forma essiccata e polverizzata, o fresco in fette sottili. Gli stessi sono in misura minore contenuti anche nel legno di zenzero, utilizzato ad esempio per spiedini, soprattutto di pesce. Nella cucina giapponese lo zenzero è normalmente servito in forma di pickle (sottaceto agrodolce) con il sashimi.
Nelle varie cucine indocinesi è spesso utilizzato anche nella preparazione di zuppe e piatti con salse. Il rizoma fresco, con l'ebollizione, consente la coagulazione del latte come altre sostanze di origine animale o vegetali (caglio) ed è largamente impiegato anche nella preparazione di tisane. Entra nella preparazione di bevande analcoliche come il ginger ale e la ginger beer e in una varietà del cioccolato modicano. L'uso dello zenzero ("gengiovo") nella manifattura dolciaria fiorentina di età medievale è attestato dalla sesta novella dell'ottava giornata del Decameron.

### Pan di zenzero
Il pan di zenzero è un impasto per biscotti a base di zenzero, cannella, chiodi di garofano, noce moscata, tipico dell'Inghilterra, degli Stati Uniti e del Nord Europa, particolarmente nel periodo natalizio.

## Tassonomia
Sono stati riportati i seguenti sinonimi:
- Amomum angustifolium Salisb.
- Amomum zingiber L.
- Amomum zinziba Hill
- Zingiber aromaticum Noronha
- Zingiber cholmondeleyi (F.M.Bailey) K.Schum.
- Zingiber missionis Wall.
- Zingiber officinale var. cholmondeleyi
- Zingiber officinale var. macrorhizonum
- Zingiber officinale f. macrorhizonum
- Zingiber officinale var. rubens
- Zingiber officinale f. rubens
- Zingiber officinale var. rubrum
- Zingiber officinale var. sichuanense
- Zingiber sichuanense Z.Y.Zhu, S.L.Zhang & S.X.Chen
- Zingiber zingiber (L.) H.Karst.

## Proprietà
Il rizoma essiccato, generalmente commercializzato in polvere, è impiegato come spezia in cucina e nella preparazione di liquori e bibite (in particolare del ginger ale) come aromatizzante. Ha proprietà stimolanti la digestione (stomachico), stimolanti la circolazione periferica, antinfiammatorie e antiossidanti, e si ritiene tradizionalmente contribuisca alla conservazione e all'esaltazione dei sapori delle pietanze cui è solitamente associato. Il rizoma possiede una evidente azione antinausea, antiemetica (contro il vomito), antipiretica e antinfiammatoria.

## Usi medicinali

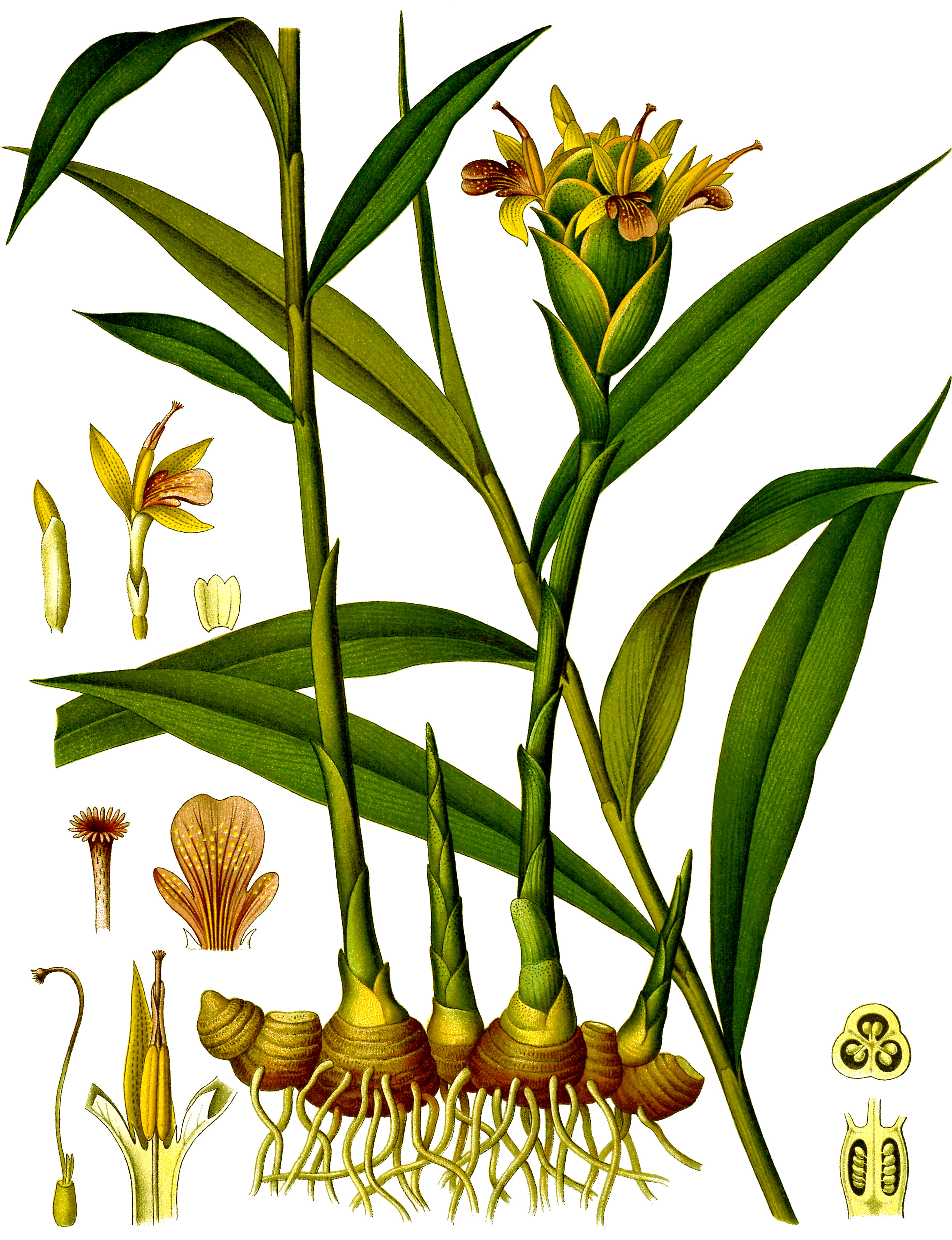
Zingiber officinale tavola botanica

La forma medicinale dello zenzero è stata chiamata storicamente "zenzero della Giamaica"; è stato classificato come uno stimolante e carminativo, e usato frequentemente per dispepsia e coliche. Era spesso utilizzato anche per dissimulare il gusto di altri medicinali. Lo zenzero è sulla lista delle sostanze "genericamente considerate sicure" della FDA statunitense, anche se ha delle controindicazioni se utilizzato insieme ad alcuni medicinali. Lo zenzero è sconsigliato per le persone che soffrono di calcoli biliari perché il vegetale stimola il rilascio di bile dalla cistifellea.
Lo zenzero si è dimostrato efficace nel ridurre e in parte prevenire il fenomeno di assuefazione e la crisi di astinenza da morfina.
Lo zenzero può anche diminuire il dolore causato dall'artrite alle articolazioni, anche se gli studi sull'argomento sono incoerenti; inoltre può avere proprietà anticoagulanti, e abbassare il colesterolo, il che può renderlo utile per il trattamento di cardiopatie.

### Cura per la diarrea
Le sostanze contenute nello zenzero sono attive contro una forma di diarrea che è uno dei principali fattori di mortalità infantile nelle nazioni in via di sviluppo. Lo zingerone è probabilmente il componente attivo contro l'enterotossigenica Escherichia coli, ovvero la diarrea nella sua forma sensibile al calore e indotta da enterotossine.

### Cura per la nausea
Lo zenzero, in numerosi studi, si è dimostrato efficace per il trattamento della nausea causata dal mal di mare e dalla gravidanza, mentre nessun beneficio è stato evidenziato per quanto riguarda il controllo di nausea e vomito indotti da chemioterapia.
Poche evidenze si hanno sugli effetti antinausea e antivomito degli estratti etanolico e acetonico del rizoma sul cane, come rimedio agli effetti collaterali del trattamento con il farmaco antitumorale cisplatino.

### Usi nella medicina popolare
C'è una gran varietà di usi per lo zenzero, nella medicina popolare. Il tè di zenzero è un rimedio per il raffreddore. Tre o quattro foglie di basilico sacro, insieme con un pezzetto di zenzero a stomaco vuoto, sono una cura efficace per congestione, tosse e raffreddore. Il rizoma del Zingiber officinale trova impiego contro dispepsia, costipazione, diarrea, nausea e vomito. Essendo un vasodilatatore, fu in passato utilizzato per la pressione alta, palpitazioni e cardiopatia. Le sue sostanze più attive dal punto di vista chimico sono il 6-gingerolo, l'8-gingerolo e il 6-shogaol.

Il ginger ale e la birra di zenzero sono stati raccomandati come "calmanti per lo stomaco" per generazioni, nelle nazioni dove tali bevande vengono prodotte, e l'acqua di zenzero era comunemente usata per evitare i crampi da calura, negli Stati Uniti. Lo zenzero è stato inoltre storicamente usato per trattare le infiammazioni, come confermato da diversi studi scientifici, anche se un caso specifico di artrite mostrò che lo zenzero non era meglio di un placebo o dell'ibuprofene. La ricerca sui topi di laboratorio suggerisce che lo zenzero potrebbe essere utile per il trattamento del diabete.
Usi regionali
- Nella cultura occidentale, la polvere di radice di zenzero essiccata viene messa in capsule e venduta in farmacia per uso medicinale.
- In Birmania, vengono fatti bollire insieme lo zenzero e un dolcificante locale ricavato dal succo dell'albero di palma (Htan nyat), e vengono usati per prevenire l'influenza.
- in Cina, una bevanda o bibita ricavata da zenzero affettato e cotto in acqua dolcificata, viene usata come medicina popolare per il raffreddore[27].
- Nella Repubblica Democratica del Congo, lo zenzero viene schiacciato e mescolato con la linfa dell'albero del mango per fare il tangawisi, che è considerato una panacea.
- In India, lo zenzero in pasta è applicato sulle tempie per dare sollievo dal mal di testa, ed è ingerito da chi soffre di comune raffreddore. La gente, inoltre, usa lo zenzero in aggiunta al tè, per la cucina, ecc.
- In Indonesia, un tipo di zenzero conosciuto come jahe è usato come preparazione vegetale per ridurre la stanchezza, diminuire "l'aria" nel sangue, prevenire e curare i reumatismi, e controllare le cattive abitudini alimentari.
- Nelle Filippine viene preparata, per colazione, una tradizionale bevanda salutare chiamata salabat, facendo bollire pezzetti di zenzero e aggiungendo zucchero; è considerata una buona cura per le infiammazioni della gola.
- Negli Stati Uniti d'America, lo zenzero è usato per prevenire il mal di mare e la nausea da gravidanza. È riconosciuto come sicuro dalla FDA, ed è venduto come integratore alimentare senza particolari prescrizioni.

## Reazioni allergiche
Le reazioni allergiche allo zenzero in generale producono eruzioni e, nonostante sia generalmente riconosciuto come salutare, lo zenzero può causare mal di stomaco, gonfiore, produzione di gas, specialmente se assunto sotto forma di polvere. Lo zenzero fresco, se non ben masticato, può causare blocco intestinale, e gli individui che hanno manifestato ulcere, infiammazioni all'intestino, o blocchi intestinali, potrebbero reagire malamente a quantità considerevoli di zenzero fresco. Lo zenzero può anche agire negativamente su individui soggetti a calcolosi biliari; ci sono anche indicazioni che lo zenzero possa influenzare la pressione del sangue, la coagulazione e il ritmo cardiaco.

## Etimologia
La parola zenzero viene dal latino gingiber, zingiber,  a sua volta dal greco antico ζιγγίβερις (zingíberis), ed ancora dal pracrito 𑀲𑀺𑀁𑀕𑀺𑀯𑁂𑀭 (siṃgivera), che trae l'origine del termine dalle lingue dravidiche: si compari con il tamil இஞ்சிவேர் (iñcivēr) da இஞ்சி (iñci, “zenzero”) + வேர் (vēr, “radice”).